# 諸貫信行
諸貫 信行（もろぬき のぶゆき） は、日本の機械工学者。東京都立大学教授。元精密工学会副会長。

## 人物・経歴
1979年、東京都立大学工学部機械工学科卒業。
1981年、東京都立大学大学院工学研究科機械工学専攻修士課程修了。
1989年、工学博士（東京都立大学）。
1990年、東京都立大学工学研究科助教授。
2005年、首都大学東京システムデザイン学部教授。
2013年、日本機械学会生産加工・工作機械部門副部門長。
2014年、日本機械学会生産加工・工作機械部門部門長、精密工学会副会長。
2018年、首都大学東京システムデザイン学部学部長・研究科長。

## 編著
- 『微細構造から考える表面機能』森北出版 2011年

## 受賞
- 日本機械学会賞奨励賞 1989[5]
- 工作機械技術財団工作機械技術振興賞 1998[5]
- 工作機械技術財団工作機械技術振興賞 2001[5]
- 精密工学会ベストオーガナイザー賞 2002[5]
- 工作機械技術財団工作機械技術振興賞 2002[5]
- JSME LEM21 Best Presentation Award 2003[5]
- 精密工学会ベストオーガナイザー賞 2003[5]
- 精密工学会ベストオーガナイザー賞 2004[5]
- 精密工学会ベストオーガナイザー賞 2004[5]
- 精密工学会ベストオーガナイザー賞 2005[5]
- 精密工学会ベストオーガナイザー賞 2006[5]
- The Best Poster Award, ASPEN 2007[5]
- 日本機械学会LEM21国際会議The Best Paper 2007[5]
- 工作機械技術財団工作機械技術振興賞 2007[5]
- 精密工学会沼田記念論文賞 2008[5]
- 日本機械学会フェロー 2011[4]
- 精密工学会フェロー 2012[4]
- 国際電気標準会議1906賞 2015[5]
- 精密工学会沼田記念論文賞 2015[5]
- 日本機械学会生産加工・工作機械部門功績賞 2016[5]
- 日本機械学会創立120周年記念功労表彰 2017[5]